# Garcinia macgregorii
Garcinia macgregorii är en tvåhjärtbladig växtart som beskrevs av Merrill. Garcinia macgregorii ingår i släktet Garcinia och familjen Clusiaceae. Inga underarter finns listade i Catalogue of Life.